# Arminu
Arminu (gr. Αρμίνου) – wieś w Republice Cypryjskiej, w dystrykcie Pafos. W 2011 roku liczyła 24 mieszkańców.